# ودروکا
ودروکا (به لاتین: Vedruka) یک روستا در استونی است که در دهستان کیهلکونا واقع شده‌است.